# Eupithecia acutipennis
Eupithecia acutipennis là một loài bướm đêm trong họ Geometridae.

## Hình ảnh

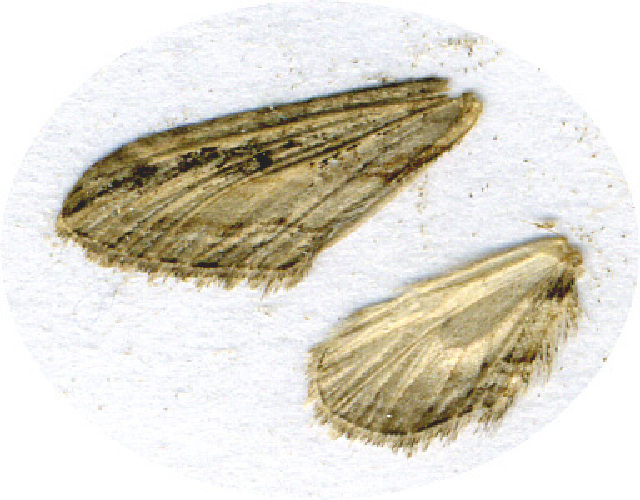